# Kotzebue-Sund
Der Kotzebue-Sund (englisch Kotzebue Sound) ist ein Meeresarm der Tschuktschensee, der nördlich der Beringstraße in die Landmasse Alaskas hineinragt und in den sich mehrere fischreiche Flüsse ergießen.

## Lage
Der Sund liegt nördlich der Seward-Halbinsel und wird östlich durch die Baldwin-Halbinsel begrenzt. Er ist 161 km lang und bis zu 113 km breit. Der etwa 65 km breite Eingang zum Kotzebue-Sund wird im Norden durch das Kap Krusenstern auf der Lisburne-Halbinsel und im Süden durch das Kap Espenberg im Bering Land Bridge National Preserve begrenzt. Dieses liegt fast genau auf dem Polarkreis, der den Sund mittig teilt.
Über das Hotham Inlet münden der Kobuk River und das Wasser des Selawik Lake in den Sund. Außerdem münden im Norden der Noatak und im Süden über die Eschscholtz-Bucht der Buckland River in den Sund.
Unter der Sandschicht der Küste, die sich nur an einigen Stellen bis etwa 100 m Höhe erhebt, lagert blauer Ton, der große Mengen fossiler Mammut- und Mastodon-Reste birgt.

## Name
Der Sund ist nach dem deutschbaltischen Seefahrer und Entdecker Otto von Kotzebue benannt, der ihn am 1. August 1816 auf der Suche nach der Nordwestpassage entdeckte und ihm seinen Namen gab. Viele Landmarken im Sund sind nach weiteren Teilnehmern dieser russischen Expedition benannt, zum Beispiel die Chamisso-Insel, die den Namen des Naturforschers und Dichters Adelbert von Chamisso trägt, und die Eschscholtz-Bucht, die nach dem Naturforscher und Schiffsarzt Johann Friedrich Eschscholtz benannt wurde.

## Besiedlung
Am nördlichen Ende der Baldwin-Halbinsel liegt die Stadt Kotzebue. Die nördliche Küste des Sunds ist nahezu unbesiedelt und umfasst den Nationalpark Cape Krusenstern National Monument.
An der südlichen Küste befinden sich die Kleinstädte Deering und gegenüber der Chamisso-Insel Kiwalik.